# Stöckli
Stöckli är en schweizisk tillverkare av alpina skidor. 1941 började Josef Stöckli att tillverka skidor, dock bara för sig själv. Han började snart att tillverka för försäljning efter påtryckning från andra som gillade hans skidor.